# Чёрная Вирня
Чёрная Вирня (бел. Чорная Вірня) — деревня в Майском сельсовете Жлобинского района Гомельской области Белоруссии.

## География

### Расположение
В 13 км на северо-восток от Жлобина, 12 км от железнодорожной станции Хальч (на линии Жлобин — Гомель), 106 км от Гомеля.

## Гидрография
На реке Ржавка (приток реки Днепр).

## Транспортная сеть
Транспортные связи по просёлочной, а затем автомобильной дороге Бобруйск — Гомель. Планировка состоит из двух длинных криволинейных, почти параллельных между собой улиц, ориентированных с юго-запада на северо-восток, к одной из которых присоединяются четыре короткие прямолинейные улицы. Застройка двусторонняя, деревянная, усадебного типа.

## История
Обнаруженный археологами курганный могильник (14 насыпей, в 2 км на юго-восток от деревни, в урочище Мышеловка) свидетельствует о заселении этих мест с давних времён. По письменным источникам известна с XIX века как деревня в Староруднянской волости Рогачёвского уезда Могилёвской губернии. С 1880 года действовал хлебозапасный магазин. Согласно переписи 1897 года находились 2 магазина, ветряная мельница, кузница, круподробилка, питейный дом. В 1903 году построена новая школа. В 1909 году 1293 десятины земли.
В 1931 году организован колхоз «Правда», работала кузница. Во время Великой Отечественной войны в ноябре 1943 года немецкие каратели сожгли 112 дворов и убили 105 жителей. Освобождена 4 декабря 1943 года. 108 жителей погибли на фронте. Согласно переписи 1959 года в составе колхоза «Рассвет» (центр — деревня Майское).

## Население
- 1897 год — 118 дворов, 763 жителя (согласно переписи).
- 1909 год — 830 жителей.
- 1925 год — 205 дворов.
- 1940 год — 962 жителя.
- 1959 год — 445 жителей (согласно переписи).
- 2004 год — 52 хозяйства, 96 жителей.